# Episodi di Barney Miller (quinta stagione)
La quinta stagione della serie televisiva Barney Miller è stata trasmessa in anteprima negli Stati Uniti d'America dalla ABC tra il 14 settembre 1978 e il 17 maggio 1979.
| nº | Titolo originale          | Titolo italiano | Prima TV USA      | Prima TV Italia |
| -- | ------------------------- | --------------- | ----------------- | --------------- |
| 1  | Kidnapping (Part 1)       |                 | 14 settembre 1978 |                 |
| 2  | Kidnapping (Part 2)       |                 | 14 settembre 1978 |                 |
| 3  | The Search                |                 | 21 settembre 1978 |                 |
| 4  | Dog Days                  |                 | 28 settembre 1978 |                 |
| 5  | The Baby Broker           |                 | 5 ottobre 1978    |                 |
| 6  | The Accusation            |                 | 12 ottobre 1978   |                 |
| 7  | The Prisoner              |                 | 19 ottobre 1978   |                 |
| 8  | Loan Shark                |                 | 2 novembre 1978   |                 |
| 9  | The Vandal                |                 | 9 novembre 1978   |                 |
| 10 | The Harris Incident       |                 | 30 novembre 1978  |                 |
| 11 | The Radical               |                 | 7 dicembre 1978   |                 |
| 12 | Toys                      |                 | 14 dicembre 1978  |                 |
| 13 | The Indian                |                 | 4 gennaio 1979    |                 |
| 14 | Voice Analyzer            |                 | 11 gennaio 1979   |                 |
| 15 | The Spy                   |                 | 18 gennaio 1979   |                 |
| 16 | Wojo's Girl (Part 1)      |                 | 25 gennaio 1979   |                 |
| 17 | Wojo's Girl (Part 2)      |                 | 25 gennaio 1979   |                 |
| 18 | Middle Age                |                 | 1º febbraio 1979  |                 |
| 19 | The Counterfeiter         |                 | 8 febbraio 1979   |                 |
| 20 | Open House                |                 | 15 febbraio 1979  |                 |
| 21 | Identity                  |                 | 1º marzo 1979     |                 |
| 22 | Computer Crime            |                 | 15 marzo 1979     |                 |
| 23 | Graveyard Shift           |                 | 10 maggio 1979    |                 |
| 24 | Jack Soo, a Retrospective |                 | 17 maggio 1979    |                 |